# Zlatý slavík 1966
Zlatý slavík 1966 byl pátý ročník ankety popularity českých zpěváků a písní. Organizoval ji časopis Mladý svět. Soutěž měla tři kategorie – zpěvačky, zpěváci a písně.
Čtenáři v každé kategorii hlasovali pro tři nejlepší za tři, dva a jeden bod.
V anketě zvítězili Karel Gott a Marta Kubišová. Vyhlášení výsledků poprvé v historii ankety přenášela Československá televize, proběhlo 18. února 1967. Záznam se pak ztratil, patrně na začátku normalizace, kdy bylo veřejné vystupování Kubišové zakázáno. V roce 2016 byl pořad spolu s také ztraceným semaforským představením Básníci a sedláci nalezen v soukromé sbírce a zrekonstruován, dochoval se téměř celý. Obnovenou premiéru chce Česká televize vysílat na programu ČT art 18. února 2017.
Pořad moderoval Darek Vostřel a účinkovali v něm Karel Gott, Marta Kubišová, Helena Vondráčková, Waldemar Matuška, Eva Pilarová, Václav Neckář a další.